# Tennessee (reka)
Reka Tennessee je ena daljših rek v Združenih državah Amerike. 1046 km dolga reka teče po ozemlju treh ameriških zveznih držav (Alabama, Tennessee, Kentucky) in je glavni pritok reke Ohio.
Je največji pritok reke Ohio, in odmaka vodo iz porečja s površino 105.870 km2.